# 1988년 12월
| 1988년: 1월 · 2월 · 3월 · 4월 · 5월 · 6월 · 7월 · 8월 · 9월 · 10월 · 11월 · 12월 |

포털:요즘 화제/달력/1988년 12월

## 1988년12월 7일
- 1988년 아르메니아 지진

## 1988년12월 21일
- 팬암 항공 103편 폭파 사건